# Mnemotécnica

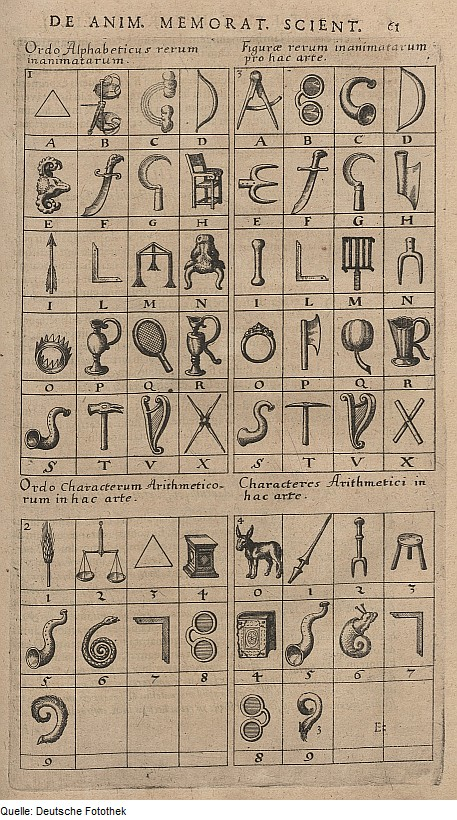
Alfabeto mnemónico de Robert Fludd

A mnemotécnica é uma técnica de estimulação da memória. O nome vem da titânide grega da memória, Mnemosine.
O termo mnemotécnica, apesar das suas raízes gregas, é de uso moderno, com origem no século XIX, e tornou-se sinónimo do termo "ars memoriae", Arte da Memória, usado na antiguidade clássica. A palavra grega technē, τέχνη, é um vocábulo que a partir do século V a.c. passou a significar arte, ofício.
Antes da invenção do primeiro alfabeto linear (por volta de 1700 a.C., pelos fenícios), todo o processo de transferência de informação era basicamente oral e, para tanto, esses povos precisaram desenvolver técnicas eficazes de memorização de forma a assegurar sua unidade política, social e religiosa. A arte da memória foi sendo deixada de lado com o advento da imprensa - que eliminou a necessidade de uma memória artificial.
Os antigos gregos consideravam a memória uma identidade sobrenatural ou divina: era a deusa Mnemosyne, mãe das Musas, que protegem as Artes e a História. A deusa Memória dava aos poetas e adivinhos o poder de voltar ao passado e de lembrá-lo para a coletividade. Tinha poder de conferir imortalidade aos mortais, pois quando o artista ou o historiador registram em suas obras a fisionomia, os gestos, os atos, os feitos e as palavras de um humano, este nunca será esquecido e, por isso, tornando-se memorável, não morrerá jamais.

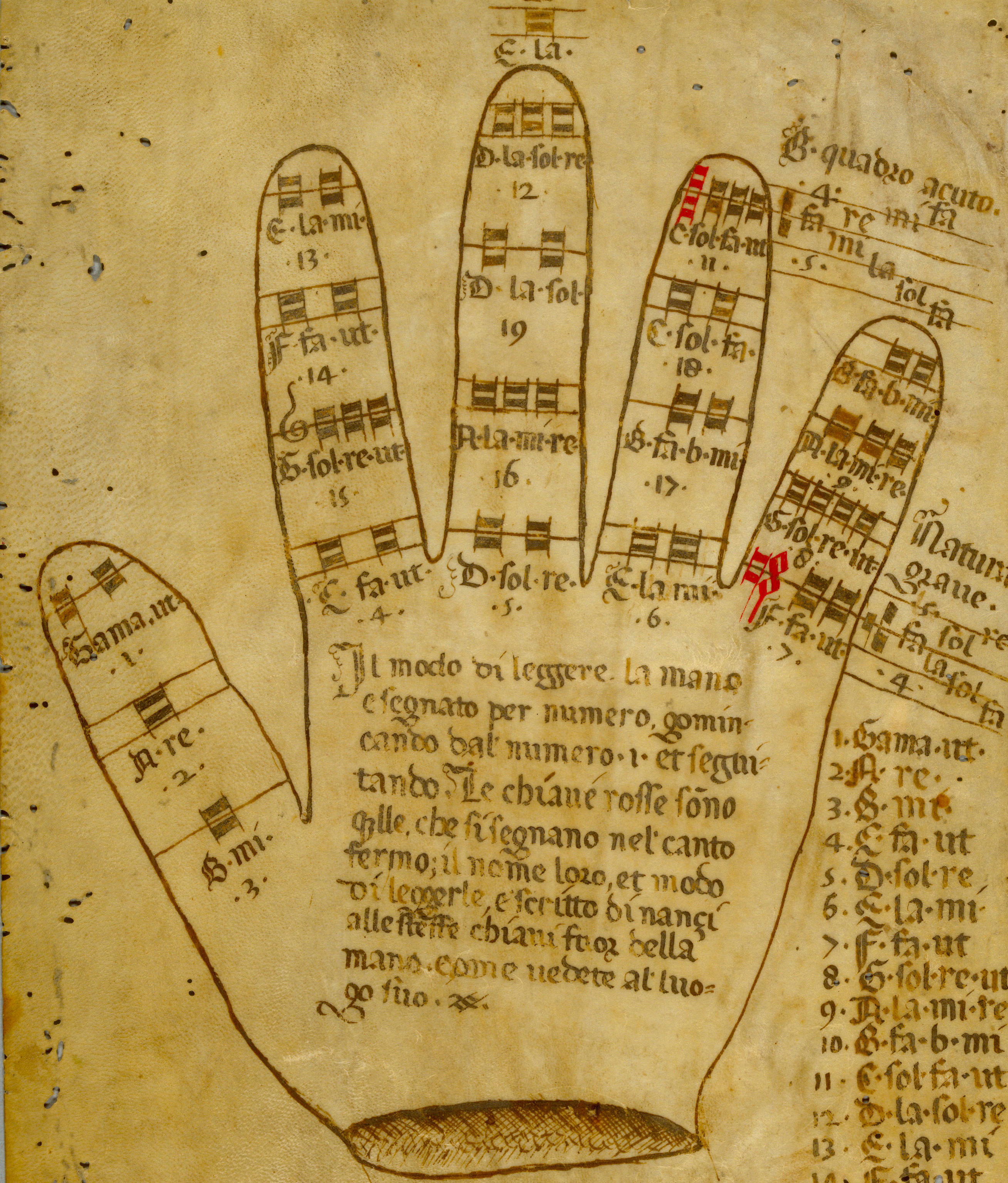
Mão Guidoniana

## Simônides de Céos
Conta a lenda que Simônides foi convidado pelo rei de Céos a fazer um poema em sua homenagem. O poeta dividiu o poema em duas partes: na primeira, louvava o rei e, na segunda, os deuses Castor e Polux. O rei ofereceu um banquete no qual Simônides leu o poema e pediu o pagamento. Como resposta, o rei lhe disse que, como o poema também estava dedicado aos deuses, ele pagaria metade e que Simônides fosse pedir a outra metade a Castor e Pólux.
Pouco depois, um mensageiro aproximou-se de Simônides dizendo-lhe que dois jovens o procuravam do lado de fora do palácio. Simônides saiu para encontrá-los, mas não encontrou ninguém. Enquanto estava no jardim, o palácio desabou e todos morreram. Castor e Polux, os dois jovens que fizeram Simônides sair do palácio, salvando o poeta, pagaram o poema. As famílias dos demais convidados desesperaram-se porque não conseguiam reconhecer seus mortos. Simônides, porém, lembrava dos lugares e das roupas de cada um e pôde ajudar na identificação dos mortos.

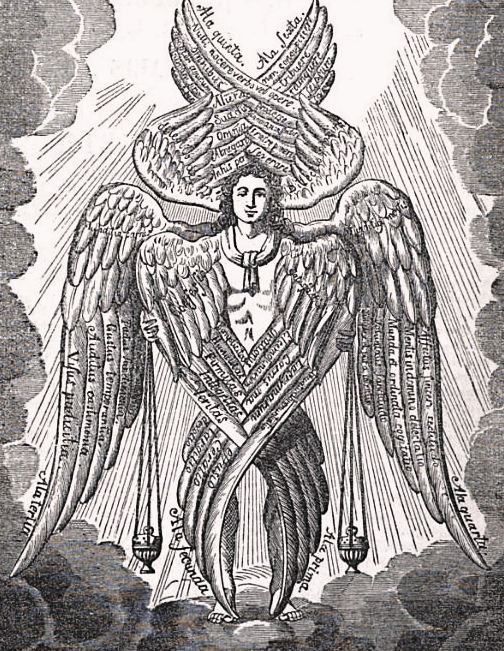
Serafim, o anjo de seis asas.

## Método das jornadas
O método das jornadas é uma poderosa técnica de memória. Ela se baseia em lembrar-se de pontos de referência, onde serão colocados mentalmente os itens a serem memorizados. Essa jornada pode ser criada dentro de sua própria casa. Seu quarto seria o primeiro ponto de referência, o corredor o segundo, depois o banheiro, sala e assim por diante. 
Vamos supor que você quer memorizar uma lista de compras onde os primeiros itens são toalhas, carne, queijo e café. Supondo que seu primeiro referencial foi seu quarto, bastará que você imagine (de forma inusitada de preferência) várias toalhas no chão e na cama do seu quarto. 
Seguindo a minijornada exposta anteriormente, seu segundo ponto de referência seria o corredor. Para memorizar o item carne, bastará imaginar o corredor da sua casa cheio de pedaços de carne pelo chão. O mesmo acontece com o item queijo. Lembrando que no exemplo acima seu terceiro local da jornada é o banheiro de sua casa, imagine que um queijo gigante ficou preso dentro do seu vaso sanitário. 
Por fim, para memorizar café, basta imaginar a sala de sua casa toda suja de café derramado. Pronto. Para lembrar esses itens bastará que você faça o percurso pelos locais de sua jornada mentalmente. Em campeonatos de memória, geralmente utiliza-se várias jornadas com 50 pontos de referência cada uma.